# Jim Power in Mutant Planet
Jim Power in Mutant Planet è un videogioco disegnato da Digital Concept e pubblicato da Loriciel per la piattaforma Amiga 500 nel 1992. Esistono versioni anche per altri sistemi, tra cui PC (DOS), Amstrad CPC e Mega Drive/Genesis.

## Trama
Protagonista del gioco è Jim Power, un ragazzo con cappellino verde e mascherina nera che si ritrova a combattere in un mondo fantasy. Tra i numerosi ostacoli, vi sono guerrieri antichi, molossi, dragoni, orchi e trabocchetti.

## Musica
La colonna sonora è composta da Chris Hülsbeck, che realizzò anche la colonna sonora del successivo gioco per Super Nintendo e DOS Jim Power: The Lost Dimension in 3D.